# Expulsión de los judíos

Expulsiones de comunidades judías en Europa entre 1100 y 1600

La expulsión de los judíos es una denominación historiográfica que se refiere a varias expulsiones de las comunidades judías que se produjeron en distintos momentos de las edades Antigua, Media y Moderna y en diferentes reinos cristianos y musulmanes. Dichas expulsiones contribuyeron a la llamada «diáspora» judía.
| País                                  | Fecha de la expulsión                                                          | Comentario |
| ------------------------------------- | ------------------------------------------------------------------------------ | --- |
| Antigua Roma                          | c. 49-50                                                                       | «Claudio había ordenado que todos los judíos se fueran de Roma» mediante un decreto promulgado en 49 o principios de 50 d. C., en el noveno año de su reinado. El biógrafo e historiador romano Suetonio corrobora este destierro de judíos de Roma. |
| Reino visigodo                        | c. 616                                                                         | El rey Sisebuto ordena la conversión forzosa o expulsión. No se ha conservado el documento exacto. |
| Al-Ándalus                            | 1146                                                                           | Prohibición de la práctica del judaísmo por los almohades (entre muchas otras, en 1148 sale la familia de Maimónides). |
| Reino de Francia                      | 1182                                                                           | Expulsión y confiscación de bienes ordenadas por el rey Felipe Augusto. |
| Reino de Inglaterra                   | 1290                                                                           | Ordenada por Eduardo I de Inglaterra, la expulsión de los judíos de Inglaterra fue la primera gran expulsión de la Edad Media |
| Reino de Francia                      | 1306, 1321, 1322, 1394 y para las colonias francesas en 1685 por los Code Noir | La primera de ellas, ordenada por Felipe IV de Francia. |
| Archiducado de Austria                | 1421                                                                           | La expulsión se produjo, por orden de Alberto V tras la persecución (270 judíos quemados), confiscación de bienes y conversión forzosa de los niños. |
| Parma                                 | 1488                                                                           | Por los Sforza. |
| Ducado de Milán                       | 1490                                                                           | Ordenada por Ludovico Sforza, no se llevó a la práctica hasta agosto de 1492. |
| Corona de Castilla y Corona de Aragón | 1492                                                                           | La expulsión de los judíos de España ordenada por los Reyes Católicos en Granada el 31 de marzo de 1492. La medida fue acogida en Europa como un signo de modernidad, e incluso hay una felicitación de la Universidad de La Sorbona. Aunque el llamado «Edicto de Granada» (que indica «nuestros dominios o territorios») se refería también a los territorios italianos de la Corona de Aragón (concretamente del Reino de Sicilia, pues el Reino de Nápoles se conquistó en 1504), hubo un decreto posterior de Fernando II de Aragón, para ellos que supuso su expulsión en enero de 1493. |
| Lituania                              | 1495                                                                           | Abolida en 1503. |
| Reino de Portugal                     | 1496                                                                           | Ordenada por el rey Manuel I de Portugal, bajo presión de los Reyes Católicos.Al ser la condición de estos y su futura esposa, Isabel de Aragón, para el matrimonio. |
| Reino de Navarra                      | 1498                                                                           | Ordenada por el rey Juan III de Albret, bajo presión de los Reyes Católicos. |
| Condado de provenza                   | 1500                                                                           | Tras un periodo de motines antijudíos que habían comenzado en 1475, fue ordenada por Luis XII. Provenza no se anexionó al Reino de Francia hasta 1486 durante el reinado de Carlos VIII. |
| Margraviato de Brandeburgo            | 1510                                                                           | Ordenada por Joaquín I Néstor |
| Túnez                                 | 1535                                                                           | Conquistada la ciudad por Carlos V en la Jornada de Túnez. |
| Reino de Nápoles                      | 1541 (de la capital ya lo habían sido por Fernando El Católico en 1510)        | Ordenada por el emperador Carlos V |
| Génova                                | 1550 y 1567                                                                    | |
| Baviera                               | 1554                                                                           | Ordenada por Alberto V |
| Estados Pontificios                   | 1569/1593                                                                      | Mediante la bula Hebraeorum gens, el papa Pío V expulsa a los judíos de los Estados Pontificios, exceptuando a los residentes en las ciudades de Roma, Aviñón y Ancona. Orden reiterada por Clemente VIII. |
| Orán                                  | 1669                                                                           | Uno de los presidios africanos bajo dominio español. Bajo la regencia de Mariana de Austria, los 500 judíos del lugar fueron enviados a Livorno Gran Ducado de Toscana (actual Italia) por recomendación del padre Nithard y el Marqués de los Vélez. |
| Viena y Baja Austria                  | 1670                                                                           | Segunda expulsión de Viena por Leopoldo I. |